# Bemetra
Bemetra è una suddivisione dell'India, classificata come nagar panchayat, di 23.227 abitanti, situata nel distretto di Durg, nello stato federato del Chhattisgarh. In base al numero di abitanti la città rientra nella classe III (da 20.000 a 49.999 persone).

## Geografia fisica
La città è situata a 21° 41' 60 N e 81° 31' 60 E e ha un'altitudine di 277 m s.l.m..

## Società

### Evoluzione demografica
Al censimento del 2001 la popolazione di Bemetra assommava a 23.227 persone, delle quali 11.806 maschi e 11.421 femmine. I bambini di età inferiore o uguale ai sei anni assommavano a 3.414, dei quali 1.737 maschi e 1.677 femmine. Infine, coloro che erano in grado di saper almeno leggere e scrivere erano 15.467, dei quali 8.848 maschi e 6.619 femmine.